# Gonatista grisea
Gonatista grisea là một loài Bọ ngựa trong họ Bọ ngựa. Loài này được Fabricius miêu tả năm 1793. Đây là loài bản địa của Hoa kỳ.